# Лейбовіча перекриття
Перекриття́ Лейбо́віча — ідея в шаховій композиції. Суть ідеї — перекриття стратегічних ліній ходом чорної зв'язаної фігури.

## Історія
Ідею запропонував у першій половині ХХ століття румунський шаховий композитор Пауль Лейбовічі (09.11.1907 — 08.10.1968).
Після першого ходу по лінії зв'язки чорна зв'язана фігура опиняється на лінії дії іншої чорної лінійної фігури, що й використовується білими.
Ідея дістала назву — перекриття Лейбовіча. В цій ідеї використано рух фігури по лінії зв'язки, як в темі Пелле, але там проходить рух білої фігури.
|   | a | b | c | d | e | f | g | h |   |
| 8 | b8 білий слон · b7 чорний слон · g7 білий король · d6 чорний слон · e6 біла тура · f6 чорний пішак · d5 чорний ферзь · g5 чорний пішак · a4 біла тура · c4 чорна тура · f4 чорний король · a3 білий ферзь · d3 чорний пішак · g3 білий кінь · h2 білий пішак · c1 білий кінь · d1 білий слон | b8 білий слон · b7 чорний слон · g7 білий король · d6 чорний слон · e6 біла тура · f6 чорний пішак · d5 чорний ферзь · g5 чорний пішак · a4 біла тура · c4 чорна тура · f4 чорний король · a3 білий ферзь · d3 чорний пішак · g3 білий кінь · h2 білий пішак · c1 білий кінь · d1 білий слон | b8 білий слон · b7 чорний слон · g7 білий король · d6 чорний слон · e6 біла тура · f6 чорний пішак · d5 чорний ферзь · g5 чорний пішак · a4 біла тура · c4 чорна тура · f4 чорний король · a3 білий ферзь · d3 чорний пішак · g3 білий кінь · h2 білий пішак · c1 білий кінь · d1 білий слон | b8 білий слон · b7 чорний слон · g7 білий король · d6 чорний слон · e6 біла тура · f6 чорний пішак · d5 чорний ферзь · g5 чорний пішак · a4 біла тура · c4 чорна тура · f4 чорний король · a3 білий ферзь · d3 чорний пішак · g3 білий кінь · h2 білий пішак · c1 білий кінь · d1 білий слон | b8 білий слон · b7 чорний слон · g7 білий король · d6 чорний слон · e6 біла тура · f6 чорний пішак · d5 чорний ферзь · g5 чорний пішак · a4 біла тура · c4 чорна тура · f4 чорний король · a3 білий ферзь · d3 чорний пішак · g3 білий кінь · h2 білий пішак · c1 білий кінь · d1 білий слон | b8 білий слон · b7 чорний слон · g7 білий король · d6 чорний слон · e6 біла тура · f6 чорний пішак · d5 чорний ферзь · g5 чорний пішак · a4 біла тура · c4 чорна тура · f4 чорний король · a3 білий ферзь · d3 чорний пішак · g3 білий кінь · h2 білий пішак · c1 білий кінь · d1 білий слон | b8 білий слон · b7 чорний слон · g7 білий король · d6 чорний слон · e6 біла тура · f6 чорний пішак · d5 чорний ферзь · g5 чорний пішак · a4 біла тура · c4 чорна тура · f4 чорний король · a3 білий ферзь · d3 чорний пішак · g3 білий кінь · h2 білий пішак · c1 білий кінь · d1 білий слон | b8 білий слон · b7 чорний слон · g7 білий король · d6 чорний слон · e6 біла тура · f6 чорний пішак · d5 чорний ферзь · g5 чорний пішак · a4 біла тура · c4 чорна тура · f4 чорний король · a3 білий ферзь · d3 чорний пішак · g3 білий кінь · h2 білий пішак · c1 білий кінь · d1 білий слон | 8 |
| 7 | b8 білий слон · b7 чорний слон · g7 білий король · d6 чорний слон · e6 біла тура · f6 чорний пішак · d5 чорний ферзь · g5 чорний пішак · a4 біла тура · c4 чорна тура · f4 чорний король · a3 білий ферзь · d3 чорний пішак · g3 білий кінь · h2 білий пішак · c1 білий кінь · d1 білий слон | b8 білий слон · b7 чорний слон · g7 білий король · d6 чорний слон · e6 біла тура · f6 чорний пішак · d5 чорний ферзь · g5 чорний пішак · a4 біла тура · c4 чорна тура · f4 чорний король · a3 білий ферзь · d3 чорний пішак · g3 білий кінь · h2 білий пішак · c1 білий кінь · d1 білий слон | b8 білий слон · b7 чорний слон · g7 білий король · d6 чорний слон · e6 біла тура · f6 чорний пішак · d5 чорний ферзь · g5 чорний пішак · a4 біла тура · c4 чорна тура · f4 чорний король · a3 білий ферзь · d3 чорний пішак · g3 білий кінь · h2 білий пішак · c1 білий кінь · d1 білий слон | b8 білий слон · b7 чорний слон · g7 білий король · d6 чорний слон · e6 біла тура · f6 чорний пішак · d5 чорний ферзь · g5 чорний пішак · a4 біла тура · c4 чорна тура · f4 чорний король · a3 білий ферзь · d3 чорний пішак · g3 білий кінь · h2 білий пішак · c1 білий кінь · d1 білий слон | b8 білий слон · b7 чорний слон · g7 білий король · d6 чорний слон · e6 біла тура · f6 чорний пішак · d5 чорний ферзь · g5 чорний пішак · a4 біла тура · c4 чорна тура · f4 чорний король · a3 білий ферзь · d3 чорний пішак · g3 білий кінь · h2 білий пішак · c1 білий кінь · d1 білий слон | b8 білий слон · b7 чорний слон · g7 білий король · d6 чорний слон · e6 біла тура · f6 чорний пішак · d5 чорний ферзь · g5 чорний пішак · a4 біла тура · c4 чорна тура · f4 чорний король · a3 білий ферзь · d3 чорний пішак · g3 білий кінь · h2 білий пішак · c1 білий кінь · d1 білий слон | b8 білий слон · b7 чорний слон · g7 білий король · d6 чорний слон · e6 біла тура · f6 чорний пішак · d5 чорний ферзь · g5 чорний пішак · a4 біла тура · c4 чорна тура · f4 чорний король · a3 білий ферзь · d3 чорний пішак · g3 білий кінь · h2 білий пішак · c1 білий кінь · d1 білий слон | b8 білий слон · b7 чорний слон · g7 білий король · d6 чорний слон · e6 біла тура · f6 чорний пішак · d5 чорний ферзь · g5 чорний пішак · a4 біла тура · c4 чорна тура · f4 чорний король · a3 білий ферзь · d3 чорний пішак · g3 білий кінь · h2 білий пішак · c1 білий кінь · d1 білий слон | 7 |
| 6 | b8 білий слон · b7 чорний слон · g7 білий король · d6 чорний слон · e6 біла тура · f6 чорний пішак · d5 чорний ферзь · g5 чорний пішак · a4 біла тура · c4 чорна тура · f4 чорний король · a3 білий ферзь · d3 чорний пішак · g3 білий кінь · h2 білий пішак · c1 білий кінь · d1 білий слон | b8 білий слон · b7 чорний слон · g7 білий король · d6 чорний слон · e6 біла тура · f6 чорний пішак · d5 чорний ферзь · g5 чорний пішак · a4 біла тура · c4 чорна тура · f4 чорний король · a3 білий ферзь · d3 чорний пішак · g3 білий кінь · h2 білий пішак · c1 білий кінь · d1 білий слон | b8 білий слон · b7 чорний слон · g7 білий король · d6 чорний слон · e6 біла тура · f6 чорний пішак · d5 чорний ферзь · g5 чорний пішак · a4 біла тура · c4 чорна тура · f4 чорний король · a3 білий ферзь · d3 чорний пішак · g3 білий кінь · h2 білий пішак · c1 білий кінь · d1 білий слон | b8 білий слон · b7 чорний слон · g7 білий король · d6 чорний слон · e6 біла тура · f6 чорний пішак · d5 чорний ферзь · g5 чорний пішак · a4 біла тура · c4 чорна тура · f4 чорний король · a3 білий ферзь · d3 чорний пішак · g3 білий кінь · h2 білий пішак · c1 білий кінь · d1 білий слон | b8 білий слон · b7 чорний слон · g7 білий король · d6 чорний слон · e6 біла тура · f6 чорний пішак · d5 чорний ферзь · g5 чорний пішак · a4 біла тура · c4 чорна тура · f4 чорний король · a3 білий ферзь · d3 чорний пішак · g3 білий кінь · h2 білий пішак · c1 білий кінь · d1 білий слон | b8 білий слон · b7 чорний слон · g7 білий король · d6 чорний слон · e6 біла тура · f6 чорний пішак · d5 чорний ферзь · g5 чорний пішак · a4 біла тура · c4 чорна тура · f4 чорний король · a3 білий ферзь · d3 чорний пішак · g3 білий кінь · h2 білий пішак · c1 білий кінь · d1 білий слон | b8 білий слон · b7 чорний слон · g7 білий король · d6 чорний слон · e6 біла тура · f6 чорний пішак · d5 чорний ферзь · g5 чорний пішак · a4 біла тура · c4 чорна тура · f4 чорний король · a3 білий ферзь · d3 чорний пішак · g3 білий кінь · h2 білий пішак · c1 білий кінь · d1 білий слон | b8 білий слон · b7 чорний слон · g7 білий король · d6 чорний слон · e6 біла тура · f6 чорний пішак · d5 чорний ферзь · g5 чорний пішак · a4 біла тура · c4 чорна тура · f4 чорний король · a3 білий ферзь · d3 чорний пішак · g3 білий кінь · h2 білий пішак · c1 білий кінь · d1 білий слон | 6 |
| 5 | b8 білий слон · b7 чорний слон · g7 білий король · d6 чорний слон · e6 біла тура · f6 чорний пішак · d5 чорний ферзь · g5 чорний пішак · a4 біла тура · c4 чорна тура · f4 чорний король · a3 білий ферзь · d3 чорний пішак · g3 білий кінь · h2 білий пішак · c1 білий кінь · d1 білий слон | b8 білий слон · b7 чорний слон · g7 білий король · d6 чорний слон · e6 біла тура · f6 чорний пішак · d5 чорний ферзь · g5 чорний пішак · a4 біла тура · c4 чорна тура · f4 чорний король · a3 білий ферзь · d3 чорний пішак · g3 білий кінь · h2 білий пішак · c1 білий кінь · d1 білий слон | b8 білий слон · b7 чорний слон · g7 білий король · d6 чорний слон · e6 біла тура · f6 чорний пішак · d5 чорний ферзь · g5 чорний пішак · a4 біла тура · c4 чорна тура · f4 чорний король · a3 білий ферзь · d3 чорний пішак · g3 білий кінь · h2 білий пішак · c1 білий кінь · d1 білий слон | b8 білий слон · b7 чорний слон · g7 білий король · d6 чорний слон · e6 біла тура · f6 чорний пішак · d5 чорний ферзь · g5 чорний пішак · a4 біла тура · c4 чорна тура · f4 чорний король · a3 білий ферзь · d3 чорний пішак · g3 білий кінь · h2 білий пішак · c1 білий кінь · d1 білий слон | b8 білий слон · b7 чорний слон · g7 білий король · d6 чорний слон · e6 біла тура · f6 чорний пішак · d5 чорний ферзь · g5 чорний пішак · a4 біла тура · c4 чорна тура · f4 чорний король · a3 білий ферзь · d3 чорний пішак · g3 білий кінь · h2 білий пішак · c1 білий кінь · d1 білий слон | b8 білий слон · b7 чорний слон · g7 білий король · d6 чорний слон · e6 біла тура · f6 чорний пішак · d5 чорний ферзь · g5 чорний пішак · a4 біла тура · c4 чорна тура · f4 чорний король · a3 білий ферзь · d3 чорний пішак · g3 білий кінь · h2 білий пішак · c1 білий кінь · d1 білий слон | b8 білий слон · b7 чорний слон · g7 білий король · d6 чорний слон · e6 біла тура · f6 чорний пішак · d5 чорний ферзь · g5 чорний пішак · a4 біла тура · c4 чорна тура · f4 чорний король · a3 білий ферзь · d3 чорний пішак · g3 білий кінь · h2 білий пішак · c1 білий кінь · d1 білий слон | b8 білий слон · b7 чорний слон · g7 білий король · d6 чорний слон · e6 біла тура · f6 чорний пішак · d5 чорний ферзь · g5 чорний пішак · a4 біла тура · c4 чорна тура · f4 чорний король · a3 білий ферзь · d3 чорний пішак · g3 білий кінь · h2 білий пішак · c1 білий кінь · d1 білий слон | 5 |
| 4 | b8 білий слон · b7 чорний слон · g7 білий король · d6 чорний слон · e6 біла тура · f6 чорний пішак · d5 чорний ферзь · g5 чорний пішак · a4 біла тура · c4 чорна тура · f4 чорний король · a3 білий ферзь · d3 чорний пішак · g3 білий кінь · h2 білий пішак · c1 білий кінь · d1 білий слон | b8 білий слон · b7 чорний слон · g7 білий король · d6 чорний слон · e6 біла тура · f6 чорний пішак · d5 чорний ферзь · g5 чорний пішак · a4 біла тура · c4 чорна тура · f4 чорний король · a3 білий ферзь · d3 чорний пішак · g3 білий кінь · h2 білий пішак · c1 білий кінь · d1 білий слон | b8 білий слон · b7 чорний слон · g7 білий король · d6 чорний слон · e6 біла тура · f6 чорний пішак · d5 чорний ферзь · g5 чорний пішак · a4 біла тура · c4 чорна тура · f4 чорний король · a3 білий ферзь · d3 чорний пішак · g3 білий кінь · h2 білий пішак · c1 білий кінь · d1 білий слон | b8 білий слон · b7 чорний слон · g7 білий король · d6 чорний слон · e6 біла тура · f6 чорний пішак · d5 чорний ферзь · g5 чорний пішак · a4 біла тура · c4 чорна тура · f4 чорний король · a3 білий ферзь · d3 чорний пішак · g3 білий кінь · h2 білий пішак · c1 білий кінь · d1 білий слон | b8 білий слон · b7 чорний слон · g7 білий король · d6 чорний слон · e6 біла тура · f6 чорний пішак · d5 чорний ферзь · g5 чорний пішак · a4 біла тура · c4 чорна тура · f4 чорний король · a3 білий ферзь · d3 чорний пішак · g3 білий кінь · h2 білий пішак · c1 білий кінь · d1 білий слон | b8 білий слон · b7 чорний слон · g7 білий король · d6 чорний слон · e6 біла тура · f6 чорний пішак · d5 чорний ферзь · g5 чорний пішак · a4 біла тура · c4 чорна тура · f4 чорний король · a3 білий ферзь · d3 чорний пішак · g3 білий кінь · h2 білий пішак · c1 білий кінь · d1 білий слон | b8 білий слон · b7 чорний слон · g7 білий король · d6 чорний слон · e6 біла тура · f6 чорний пішак · d5 чорний ферзь · g5 чорний пішак · a4 біла тура · c4 чорна тура · f4 чорний король · a3 білий ферзь · d3 чорний пішак · g3 білий кінь · h2 білий пішак · c1 білий кінь · d1 білий слон | b8 білий слон · b7 чорний слон · g7 білий король · d6 чорний слон · e6 біла тура · f6 чорний пішак · d5 чорний ферзь · g5 чорний пішак · a4 біла тура · c4 чорна тура · f4 чорний король · a3 білий ферзь · d3 чорний пішак · g3 білий кінь · h2 білий пішак · c1 білий кінь · d1 білий слон | 4 |
| 3 | b8 білий слон · b7 чорний слон · g7 білий король · d6 чорний слон · e6 біла тура · f6 чорний пішак · d5 чорний ферзь · g5 чорний пішак · a4 біла тура · c4 чорна тура · f4 чорний король · a3 білий ферзь · d3 чорний пішак · g3 білий кінь · h2 білий пішак · c1 білий кінь · d1 білий слон | b8 білий слон · b7 чорний слон · g7 білий король · d6 чорний слон · e6 біла тура · f6 чорний пішак · d5 чорний ферзь · g5 чорний пішак · a4 біла тура · c4 чорна тура · f4 чорний король · a3 білий ферзь · d3 чорний пішак · g3 білий кінь · h2 білий пішак · c1 білий кінь · d1 білий слон | b8 білий слон · b7 чорний слон · g7 білий король · d6 чорний слон · e6 біла тура · f6 чорний пішак · d5 чорний ферзь · g5 чорний пішак · a4 біла тура · c4 чорна тура · f4 чорний король · a3 білий ферзь · d3 чорний пішак · g3 білий кінь · h2 білий пішак · c1 білий кінь · d1 білий слон | b8 білий слон · b7 чорний слон · g7 білий король · d6 чорний слон · e6 біла тура · f6 чорний пішак · d5 чорний ферзь · g5 чорний пішак · a4 біла тура · c4 чорна тура · f4 чорний король · a3 білий ферзь · d3 чорний пішак · g3 білий кінь · h2 білий пішак · c1 білий кінь · d1 білий слон | b8 білий слон · b7 чорний слон · g7 білий король · d6 чорний слон · e6 біла тура · f6 чорний пішак · d5 чорний ферзь · g5 чорний пішак · a4 біла тура · c4 чорна тура · f4 чорний король · a3 білий ферзь · d3 чорний пішак · g3 білий кінь · h2 білий пішак · c1 білий кінь · d1 білий слон | b8 білий слон · b7 чорний слон · g7 білий король · d6 чорний слон · e6 біла тура · f6 чорний пішак · d5 чорний ферзь · g5 чорний пішак · a4 біла тура · c4 чорна тура · f4 чорний король · a3 білий ферзь · d3 чорний пішак · g3 білий кінь · h2 білий пішак · c1 білий кінь · d1 білий слон | b8 білий слон · b7 чорний слон · g7 білий король · d6 чорний слон · e6 біла тура · f6 чорний пішак · d5 чорний ферзь · g5 чорний пішак · a4 біла тура · c4 чорна тура · f4 чорний король · a3 білий ферзь · d3 чорний пішак · g3 білий кінь · h2 білий пішак · c1 білий кінь · d1 білий слон | b8 білий слон · b7 чорний слон · g7 білий король · d6 чорний слон · e6 біла тура · f6 чорний пішак · d5 чорний ферзь · g5 чорний пішак · a4 біла тура · c4 чорна тура · f4 чорний король · a3 білий ферзь · d3 чорний пішак · g3 білий кінь · h2 білий пішак · c1 білий кінь · d1 білий слон | 3 |
| 2 | b8 білий слон · b7 чорний слон · g7 білий король · d6 чорний слон · e6 біла тура · f6 чорний пішак · d5 чорний ферзь · g5 чорний пішак · a4 біла тура · c4 чорна тура · f4 чорний король · a3 білий ферзь · d3 чорний пішак · g3 білий кінь · h2 білий пішак · c1 білий кінь · d1 білий слон | b8 білий слон · b7 чорний слон · g7 білий король · d6 чорний слон · e6 біла тура · f6 чорний пішак · d5 чорний ферзь · g5 чорний пішак · a4 біла тура · c4 чорна тура · f4 чорний король · a3 білий ферзь · d3 чорний пішак · g3 білий кінь · h2 білий пішак · c1 білий кінь · d1 білий слон | b8 білий слон · b7 чорний слон · g7 білий король · d6 чорний слон · e6 біла тура · f6 чорний пішак · d5 чорний ферзь · g5 чорний пішак · a4 біла тура · c4 чорна тура · f4 чорний король · a3 білий ферзь · d3 чорний пішак · g3 білий кінь · h2 білий пішак · c1 білий кінь · d1 білий слон | b8 білий слон · b7 чорний слон · g7 білий король · d6 чорний слон · e6 біла тура · f6 чорний пішак · d5 чорний ферзь · g5 чорний пішак · a4 біла тура · c4 чорна тура · f4 чорний король · a3 білий ферзь · d3 чорний пішак · g3 білий кінь · h2 білий пішак · c1 білий кінь · d1 білий слон | b8 білий слон · b7 чорний слон · g7 білий король · d6 чорний слон · e6 біла тура · f6 чорний пішак · d5 чорний ферзь · g5 чорний пішак · a4 біла тура · c4 чорна тура · f4 чорний король · a3 білий ферзь · d3 чорний пішак · g3 білий кінь · h2 білий пішак · c1 білий кінь · d1 білий слон | b8 білий слон · b7 чорний слон · g7 білий король · d6 чорний слон · e6 біла тура · f6 чорний пішак · d5 чорний ферзь · g5 чорний пішак · a4 біла тура · c4 чорна тура · f4 чорний король · a3 білий ферзь · d3 чорний пішак · g3 білий кінь · h2 білий пішак · c1 білий кінь · d1 білий слон | b8 білий слон · b7 чорний слон · g7 білий король · d6 чорний слон · e6 біла тура · f6 чорний пішак · d5 чорний ферзь · g5 чорний пішак · a4 біла тура · c4 чорна тура · f4 чорний король · a3 білий ферзь · d3 чорний пішак · g3 білий кінь · h2 білий пішак · c1 білий кінь · d1 білий слон | b8 білий слон · b7 чорний слон · g7 білий король · d6 чорний слон · e6 біла тура · f6 чорний пішак · d5 чорний ферзь · g5 чорний пішак · a4 біла тура · c4 чорна тура · f4 чорний король · a3 білий ферзь · d3 чорний пішак · g3 білий кінь · h2 білий пішак · c1 білий кінь · d1 білий слон | 2 |
| 1 | b8 білий слон · b7 чорний слон · g7 білий король · d6 чорний слон · e6 біла тура · f6 чорний пішак · d5 чорний ферзь · g5 чорний пішак · a4 біла тура · c4 чорна тура · f4 чорний король · a3 білий ферзь · d3 чорний пішак · g3 білий кінь · h2 білий пішак · c1 білий кінь · d1 білий слон | b8 білий слон · b7 чорний слон · g7 білий король · d6 чорний слон · e6 біла тура · f6 чорний пішак · d5 чорний ферзь · g5 чорний пішак · a4 біла тура · c4 чорна тура · f4 чорний король · a3 білий ферзь · d3 чорний пішак · g3 білий кінь · h2 білий пішак · c1 білий кінь · d1 білий слон | b8 білий слон · b7 чорний слон · g7 білий король · d6 чорний слон · e6 біла тура · f6 чорний пішак · d5 чорний ферзь · g5 чорний пішак · a4 біла тура · c4 чорна тура · f4 чорний король · a3 білий ферзь · d3 чорний пішак · g3 білий кінь · h2 білий пішак · c1 білий кінь · d1 білий слон | b8 білий слон · b7 чорний слон · g7 білий король · d6 чорний слон · e6 біла тура · f6 чорний пішак · d5 чорний ферзь · g5 чорний пішак · a4 біла тура · c4 чорна тура · f4 чорний король · a3 білий ферзь · d3 чорний пішак · g3 білий кінь · h2 білий пішак · c1 білий кінь · d1 білий слон | b8 білий слон · b7 чорний слон · g7 білий король · d6 чорний слон · e6 біла тура · f6 чорний пішак · d5 чорний ферзь · g5 чорний пішак · a4 біла тура · c4 чорна тура · f4 чорний король · a3 білий ферзь · d3 чорний пішак · g3 білий кінь · h2 білий пішак · c1 білий кінь · d1 білий слон | b8 білий слон · b7 чорний слон · g7 білий король · d6 чорний слон · e6 біла тура · f6 чорний пішак · d5 чорний ферзь · g5 чорний пішак · a4 біла тура · c4 чорна тура · f4 чорний король · a3 білий ферзь · d3 чорний пішак · g3 білий кінь · h2 білий пішак · c1 білий кінь · d1 білий слон | b8 білий слон · b7 чорний слон · g7 білий король · d6 чорний слон · e6 біла тура · f6 чорний пішак · d5 чорний ферзь · g5 чорний пішак · a4 біла тура · c4 чорна тура · f4 чорний король · a3 білий ферзь · d3 чорний пішак · g3 білий кінь · h2 білий пішак · c1 білий кінь · d1 білий слон | b8 білий слон · b7 чорний слон · g7 білий король · d6 чорний слон · e6 біла тура · f6 чорний пішак · d5 чорний ферзь · g5 чорний пішак · a4 біла тура · c4 чорна тура · f4 чорний король · a3 білий ферзь · d3 чорний пішак · g3 білий кінь · h2 білий пішак · c1 білий кінь · d1 білий слон | 1 |
|   | a | b | c | d | e | f | g | h |   |

FEN: 1B6/1b4K1/3bRp2/3q2p1/R1r2k2/Q2p2N1/7P/2NB4
1. Qc5! ~ 2. Qe3#
1. ... Rd4 2. Sxd3#
1. ... Re4 2. Qf2#
1. ... Be5 2. Rxf6#
- — - — - — -
1. ... Qxc5 2. Sxd3#
|   | a | b | c | d | e | f | g | h |   |
| 8 | d8 біла тура · e8 чорна тура · f7 чорний пішак · g7 чорний слон · h7 білий ферзь · f6 білий слон · g6 чорний кінь · b5 чорний кінь · f5 білий пішак · g5 білий король · b4 чорний пішак · c4 чорний король · d4 чорний ферзь · g4 біла тура · h4 чорна тура · h1 чорний слон | d8 біла тура · e8 чорна тура · f7 чорний пішак · g7 чорний слон · h7 білий ферзь · f6 білий слон · g6 чорний кінь · b5 чорний кінь · f5 білий пішак · g5 білий король · b4 чорний пішак · c4 чорний король · d4 чорний ферзь · g4 біла тура · h4 чорна тура · h1 чорний слон | d8 біла тура · e8 чорна тура · f7 чорний пішак · g7 чорний слон · h7 білий ферзь · f6 білий слон · g6 чорний кінь · b5 чорний кінь · f5 білий пішак · g5 білий король · b4 чорний пішак · c4 чорний король · d4 чорний ферзь · g4 біла тура · h4 чорна тура · h1 чорний слон | d8 біла тура · e8 чорна тура · f7 чорний пішак · g7 чорний слон · h7 білий ферзь · f6 білий слон · g6 чорний кінь · b5 чорний кінь · f5 білий пішак · g5 білий король · b4 чорний пішак · c4 чорний король · d4 чорний ферзь · g4 біла тура · h4 чорна тура · h1 чорний слон | d8 біла тура · e8 чорна тура · f7 чорний пішак · g7 чорний слон · h7 білий ферзь · f6 білий слон · g6 чорний кінь · b5 чорний кінь · f5 білий пішак · g5 білий король · b4 чорний пішак · c4 чорний король · d4 чорний ферзь · g4 біла тура · h4 чорна тура · h1 чорний слон | d8 біла тура · e8 чорна тура · f7 чорний пішак · g7 чорний слон · h7 білий ферзь · f6 білий слон · g6 чорний кінь · b5 чорний кінь · f5 білий пішак · g5 білий король · b4 чорний пішак · c4 чорний король · d4 чорний ферзь · g4 біла тура · h4 чорна тура · h1 чорний слон | d8 біла тура · e8 чорна тура · f7 чорний пішак · g7 чорний слон · h7 білий ферзь · f6 білий слон · g6 чорний кінь · b5 чорний кінь · f5 білий пішак · g5 білий король · b4 чорний пішак · c4 чорний король · d4 чорний ферзь · g4 біла тура · h4 чорна тура · h1 чорний слон | d8 біла тура · e8 чорна тура · f7 чорний пішак · g7 чорний слон · h7 білий ферзь · f6 білий слон · g6 чорний кінь · b5 чорний кінь · f5 білий пішак · g5 білий король · b4 чорний пішак · c4 чорний король · d4 чорний ферзь · g4 біла тура · h4 чорна тура · h1 чорний слон | 8 |
| 7 | d8 біла тура · e8 чорна тура · f7 чорний пішак · g7 чорний слон · h7 білий ферзь · f6 білий слон · g6 чорний кінь · b5 чорний кінь · f5 білий пішак · g5 білий король · b4 чорний пішак · c4 чорний король · d4 чорний ферзь · g4 біла тура · h4 чорна тура · h1 чорний слон | d8 біла тура · e8 чорна тура · f7 чорний пішак · g7 чорний слон · h7 білий ферзь · f6 білий слон · g6 чорний кінь · b5 чорний кінь · f5 білий пішак · g5 білий король · b4 чорний пішак · c4 чорний король · d4 чорний ферзь · g4 біла тура · h4 чорна тура · h1 чорний слон | d8 біла тура · e8 чорна тура · f7 чорний пішак · g7 чорний слон · h7 білий ферзь · f6 білий слон · g6 чорний кінь · b5 чорний кінь · f5 білий пішак · g5 білий король · b4 чорний пішак · c4 чорний король · d4 чорний ферзь · g4 біла тура · h4 чорна тура · h1 чорний слон | d8 біла тура · e8 чорна тура · f7 чорний пішак · g7 чорний слон · h7 білий ферзь · f6 білий слон · g6 чорний кінь · b5 чорний кінь · f5 білий пішак · g5 білий король · b4 чорний пішак · c4 чорний король · d4 чорний ферзь · g4 біла тура · h4 чорна тура · h1 чорний слон | d8 біла тура · e8 чорна тура · f7 чорний пішак · g7 чорний слон · h7 білий ферзь · f6 білий слон · g6 чорний кінь · b5 чорний кінь · f5 білий пішак · g5 білий король · b4 чорний пішак · c4 чорний король · d4 чорний ферзь · g4 біла тура · h4 чорна тура · h1 чорний слон | d8 біла тура · e8 чорна тура · f7 чорний пішак · g7 чорний слон · h7 білий ферзь · f6 білий слон · g6 чорний кінь · b5 чорний кінь · f5 білий пішак · g5 білий король · b4 чорний пішак · c4 чорний король · d4 чорний ферзь · g4 біла тура · h4 чорна тура · h1 чорний слон | d8 біла тура · e8 чорна тура · f7 чорний пішак · g7 чорний слон · h7 білий ферзь · f6 білий слон · g6 чорний кінь · b5 чорний кінь · f5 білий пішак · g5 білий король · b4 чорний пішак · c4 чорний король · d4 чорний ферзь · g4 біла тура · h4 чорна тура · h1 чорний слон | d8 біла тура · e8 чорна тура · f7 чорний пішак · g7 чорний слон · h7 білий ферзь · f6 білий слон · g6 чорний кінь · b5 чорний кінь · f5 білий пішак · g5 білий король · b4 чорний пішак · c4 чорний король · d4 чорний ферзь · g4 біла тура · h4 чорна тура · h1 чорний слон | 7 |
| 6 | d8 біла тура · e8 чорна тура · f7 чорний пішак · g7 чорний слон · h7 білий ферзь · f6 білий слон · g6 чорний кінь · b5 чорний кінь · f5 білий пішак · g5 білий король · b4 чорний пішак · c4 чорний король · d4 чорний ферзь · g4 біла тура · h4 чорна тура · h1 чорний слон | d8 біла тура · e8 чорна тура · f7 чорний пішак · g7 чорний слон · h7 білий ферзь · f6 білий слон · g6 чорний кінь · b5 чорний кінь · f5 білий пішак · g5 білий король · b4 чорний пішак · c4 чорний король · d4 чорний ферзь · g4 біла тура · h4 чорна тура · h1 чорний слон | d8 біла тура · e8 чорна тура · f7 чорний пішак · g7 чорний слон · h7 білий ферзь · f6 білий слон · g6 чорний кінь · b5 чорний кінь · f5 білий пішак · g5 білий король · b4 чорний пішак · c4 чорний король · d4 чорний ферзь · g4 біла тура · h4 чорна тура · h1 чорний слон | d8 біла тура · e8 чорна тура · f7 чорний пішак · g7 чорний слон · h7 білий ферзь · f6 білий слон · g6 чорний кінь · b5 чорний кінь · f5 білий пішак · g5 білий король · b4 чорний пішак · c4 чорний король · d4 чорний ферзь · g4 біла тура · h4 чорна тура · h1 чорний слон | d8 біла тура · e8 чорна тура · f7 чорний пішак · g7 чорний слон · h7 білий ферзь · f6 білий слон · g6 чорний кінь · b5 чорний кінь · f5 білий пішак · g5 білий король · b4 чорний пішак · c4 чорний король · d4 чорний ферзь · g4 біла тура · h4 чорна тура · h1 чорний слон | d8 біла тура · e8 чорна тура · f7 чорний пішак · g7 чорний слон · h7 білий ферзь · f6 білий слон · g6 чорний кінь · b5 чорний кінь · f5 білий пішак · g5 білий король · b4 чорний пішак · c4 чорний король · d4 чорний ферзь · g4 біла тура · h4 чорна тура · h1 чорний слон | d8 біла тура · e8 чорна тура · f7 чорний пішак · g7 чорний слон · h7 білий ферзь · f6 білий слон · g6 чорний кінь · b5 чорний кінь · f5 білий пішак · g5 білий король · b4 чорний пішак · c4 чорний король · d4 чорний ферзь · g4 біла тура · h4 чорна тура · h1 чорний слон | d8 біла тура · e8 чорна тура · f7 чорний пішак · g7 чорний слон · h7 білий ферзь · f6 білий слон · g6 чорний кінь · b5 чорний кінь · f5 білий пішак · g5 білий король · b4 чорний пішак · c4 чорний король · d4 чорний ферзь · g4 біла тура · h4 чорна тура · h1 чорний слон | 6 |
| 5 | d8 біла тура · e8 чорна тура · f7 чорний пішак · g7 чорний слон · h7 білий ферзь · f6 білий слон · g6 чорний кінь · b5 чорний кінь · f5 білий пішак · g5 білий король · b4 чорний пішак · c4 чорний король · d4 чорний ферзь · g4 біла тура · h4 чорна тура · h1 чорний слон | d8 біла тура · e8 чорна тура · f7 чорний пішак · g7 чорний слон · h7 білий ферзь · f6 білий слон · g6 чорний кінь · b5 чорний кінь · f5 білий пішак · g5 білий король · b4 чорний пішак · c4 чорний король · d4 чорний ферзь · g4 біла тура · h4 чорна тура · h1 чорний слон | d8 біла тура · e8 чорна тура · f7 чорний пішак · g7 чорний слон · h7 білий ферзь · f6 білий слон · g6 чорний кінь · b5 чорний кінь · f5 білий пішак · g5 білий король · b4 чорний пішак · c4 чорний король · d4 чорний ферзь · g4 біла тура · h4 чорна тура · h1 чорний слон | d8 біла тура · e8 чорна тура · f7 чорний пішак · g7 чорний слон · h7 білий ферзь · f6 білий слон · g6 чорний кінь · b5 чорний кінь · f5 білий пішак · g5 білий король · b4 чорний пішак · c4 чорний король · d4 чорний ферзь · g4 біла тура · h4 чорна тура · h1 чорний слон | d8 біла тура · e8 чорна тура · f7 чорний пішак · g7 чорний слон · h7 білий ферзь · f6 білий слон · g6 чорний кінь · b5 чорний кінь · f5 білий пішак · g5 білий король · b4 чорний пішак · c4 чорний король · d4 чорний ферзь · g4 біла тура · h4 чорна тура · h1 чорний слон | d8 біла тура · e8 чорна тура · f7 чорний пішак · g7 чорний слон · h7 білий ферзь · f6 білий слон · g6 чорний кінь · b5 чорний кінь · f5 білий пішак · g5 білий король · b4 чорний пішак · c4 чорний король · d4 чорний ферзь · g4 біла тура · h4 чорна тура · h1 чорний слон | d8 біла тура · e8 чорна тура · f7 чорний пішак · g7 чорний слон · h7 білий ферзь · f6 білий слон · g6 чорний кінь · b5 чорний кінь · f5 білий пішак · g5 білий король · b4 чорний пішак · c4 чорний король · d4 чорний ферзь · g4 біла тура · h4 чорна тура · h1 чорний слон | d8 біла тура · e8 чорна тура · f7 чорний пішак · g7 чорний слон · h7 білий ферзь · f6 білий слон · g6 чорний кінь · b5 чорний кінь · f5 білий пішак · g5 білий король · b4 чорний пішак · c4 чорний король · d4 чорний ферзь · g4 біла тура · h4 чорна тура · h1 чорний слон | 5 |
| 4 | d8 біла тура · e8 чорна тура · f7 чорний пішак · g7 чорний слон · h7 білий ферзь · f6 білий слон · g6 чорний кінь · b5 чорний кінь · f5 білий пішак · g5 білий король · b4 чорний пішак · c4 чорний король · d4 чорний ферзь · g4 біла тура · h4 чорна тура · h1 чорний слон | d8 біла тура · e8 чорна тура · f7 чорний пішак · g7 чорний слон · h7 білий ферзь · f6 білий слон · g6 чорний кінь · b5 чорний кінь · f5 білий пішак · g5 білий король · b4 чорний пішак · c4 чорний король · d4 чорний ферзь · g4 біла тура · h4 чорна тура · h1 чорний слон | d8 біла тура · e8 чорна тура · f7 чорний пішак · g7 чорний слон · h7 білий ферзь · f6 білий слон · g6 чорний кінь · b5 чорний кінь · f5 білий пішак · g5 білий король · b4 чорний пішак · c4 чорний король · d4 чорний ферзь · g4 біла тура · h4 чорна тура · h1 чорний слон | d8 біла тура · e8 чорна тура · f7 чорний пішак · g7 чорний слон · h7 білий ферзь · f6 білий слон · g6 чорний кінь · b5 чорний кінь · f5 білий пішак · g5 білий король · b4 чорний пішак · c4 чорний король · d4 чорний ферзь · g4 біла тура · h4 чорна тура · h1 чорний слон | d8 біла тура · e8 чорна тура · f7 чорний пішак · g7 чорний слон · h7 білий ферзь · f6 білий слон · g6 чорний кінь · b5 чорний кінь · f5 білий пішак · g5 білий король · b4 чорний пішак · c4 чорний король · d4 чорний ферзь · g4 біла тура · h4 чорна тура · h1 чорний слон | d8 біла тура · e8 чорна тура · f7 чорний пішак · g7 чорний слон · h7 білий ферзь · f6 білий слон · g6 чорний кінь · b5 чорний кінь · f5 білий пішак · g5 білий король · b4 чорний пішак · c4 чорний король · d4 чорний ферзь · g4 біла тура · h4 чорна тура · h1 чорний слон | d8 біла тура · e8 чорна тура · f7 чорний пішак · g7 чорний слон · h7 білий ферзь · f6 білий слон · g6 чорний кінь · b5 чорний кінь · f5 білий пішак · g5 білий король · b4 чорний пішак · c4 чорний король · d4 чорний ферзь · g4 біла тура · h4 чорна тура · h1 чорний слон | d8 біла тура · e8 чорна тура · f7 чорний пішак · g7 чорний слон · h7 білий ферзь · f6 білий слон · g6 чорний кінь · b5 чорний кінь · f5 білий пішак · g5 білий король · b4 чорний пішак · c4 чорний король · d4 чорний ферзь · g4 біла тура · h4 чорна тура · h1 чорний слон | 4 |
| 3 | d8 біла тура · e8 чорна тура · f7 чорний пішак · g7 чорний слон · h7 білий ферзь · f6 білий слон · g6 чорний кінь · b5 чорний кінь · f5 білий пішак · g5 білий король · b4 чорний пішак · c4 чорний король · d4 чорний ферзь · g4 біла тура · h4 чорна тура · h1 чорний слон | d8 біла тура · e8 чорна тура · f7 чорний пішак · g7 чорний слон · h7 білий ферзь · f6 білий слон · g6 чорний кінь · b5 чорний кінь · f5 білий пішак · g5 білий король · b4 чорний пішак · c4 чорний король · d4 чорний ферзь · g4 біла тура · h4 чорна тура · h1 чорний слон | d8 біла тура · e8 чорна тура · f7 чорний пішак · g7 чорний слон · h7 білий ферзь · f6 білий слон · g6 чорний кінь · b5 чорний кінь · f5 білий пішак · g5 білий король · b4 чорний пішак · c4 чорний король · d4 чорний ферзь · g4 біла тура · h4 чорна тура · h1 чорний слон | d8 біла тура · e8 чорна тура · f7 чорний пішак · g7 чорний слон · h7 білий ферзь · f6 білий слон · g6 чорний кінь · b5 чорний кінь · f5 білий пішак · g5 білий король · b4 чорний пішак · c4 чорний король · d4 чорний ферзь · g4 біла тура · h4 чорна тура · h1 чорний слон | d8 біла тура · e8 чорна тура · f7 чорний пішак · g7 чорний слон · h7 білий ферзь · f6 білий слон · g6 чорний кінь · b5 чорний кінь · f5 білий пішак · g5 білий король · b4 чорний пішак · c4 чорний король · d4 чорний ферзь · g4 біла тура · h4 чорна тура · h1 чорний слон | d8 біла тура · e8 чорна тура · f7 чорний пішак · g7 чорний слон · h7 білий ферзь · f6 білий слон · g6 чорний кінь · b5 чорний кінь · f5 білий пішак · g5 білий король · b4 чорний пішак · c4 чорний король · d4 чорний ферзь · g4 біла тура · h4 чорна тура · h1 чорний слон | d8 біла тура · e8 чорна тура · f7 чорний пішак · g7 чорний слон · h7 білий ферзь · f6 білий слон · g6 чорний кінь · b5 чорний кінь · f5 білий пішак · g5 білий король · b4 чорний пішак · c4 чорний король · d4 чорний ферзь · g4 біла тура · h4 чорна тура · h1 чорний слон | d8 біла тура · e8 чорна тура · f7 чорний пішак · g7 чорний слон · h7 білий ферзь · f6 білий слон · g6 чорний кінь · b5 чорний кінь · f5 білий пішак · g5 білий король · b4 чорний пішак · c4 чорний король · d4 чорний ферзь · g4 біла тура · h4 чорна тура · h1 чорний слон | 3 |
| 2 | d8 біла тура · e8 чорна тура · f7 чорний пішак · g7 чорний слон · h7 білий ферзь · f6 білий слон · g6 чорний кінь · b5 чорний кінь · f5 білий пішак · g5 білий король · b4 чорний пішак · c4 чорний король · d4 чорний ферзь · g4 біла тура · h4 чорна тура · h1 чорний слон | d8 біла тура · e8 чорна тура · f7 чорний пішак · g7 чорний слон · h7 білий ферзь · f6 білий слон · g6 чорний кінь · b5 чорний кінь · f5 білий пішак · g5 білий король · b4 чорний пішак · c4 чорний король · d4 чорний ферзь · g4 біла тура · h4 чорна тура · h1 чорний слон | d8 біла тура · e8 чорна тура · f7 чорний пішак · g7 чорний слон · h7 білий ферзь · f6 білий слон · g6 чорний кінь · b5 чорний кінь · f5 білий пішак · g5 білий король · b4 чорний пішак · c4 чорний король · d4 чорний ферзь · g4 біла тура · h4 чорна тура · h1 чорний слон | d8 біла тура · e8 чорна тура · f7 чорний пішак · g7 чорний слон · h7 білий ферзь · f6 білий слон · g6 чорний кінь · b5 чорний кінь · f5 білий пішак · g5 білий король · b4 чорний пішак · c4 чорний король · d4 чорний ферзь · g4 біла тура · h4 чорна тура · h1 чорний слон | d8 біла тура · e8 чорна тура · f7 чорний пішак · g7 чорний слон · h7 білий ферзь · f6 білий слон · g6 чорний кінь · b5 чорний кінь · f5 білий пішак · g5 білий король · b4 чорний пішак · c4 чорний король · d4 чорний ферзь · g4 біла тура · h4 чорна тура · h1 чорний слон | d8 біла тура · e8 чорна тура · f7 чорний пішак · g7 чорний слон · h7 білий ферзь · f6 білий слон · g6 чорний кінь · b5 чорний кінь · f5 білий пішак · g5 білий король · b4 чорний пішак · c4 чорний король · d4 чорний ферзь · g4 біла тура · h4 чорна тура · h1 чорний слон | d8 біла тура · e8 чорна тура · f7 чорний пішак · g7 чорний слон · h7 білий ферзь · f6 білий слон · g6 чорний кінь · b5 чорний кінь · f5 білий пішак · g5 білий король · b4 чорний пішак · c4 чорний король · d4 чорний ферзь · g4 біла тура · h4 чорна тура · h1 чорний слон | d8 біла тура · e8 чорна тура · f7 чорний пішак · g7 чорний слон · h7 білий ферзь · f6 білий слон · g6 чорний кінь · b5 чорний кінь · f5 білий пішак · g5 білий король · b4 чорний пішак · c4 чорний король · d4 чорний ферзь · g4 біла тура · h4 чорна тура · h1 чорний слон | 2 |
| 1 | d8 біла тура · e8 чорна тура · f7 чорний пішак · g7 чорний слон · h7 білий ферзь · f6 білий слон · g6 чорний кінь · b5 чорний кінь · f5 білий пішак · g5 білий король · b4 чорний пішак · c4 чорний король · d4 чорний ферзь · g4 біла тура · h4 чорна тура · h1 чорний слон | d8 біла тура · e8 чорна тура · f7 чорний пішак · g7 чорний слон · h7 білий ферзь · f6 білий слон · g6 чорний кінь · b5 чорний кінь · f5 білий пішак · g5 білий король · b4 чорний пішак · c4 чорний король · d4 чорний ферзь · g4 біла тура · h4 чорна тура · h1 чорний слон | d8 біла тура · e8 чорна тура · f7 чорний пішак · g7 чорний слон · h7 білий ферзь · f6 білий слон · g6 чорний кінь · b5 чорний кінь · f5 білий пішак · g5 білий король · b4 чорний пішак · c4 чорний король · d4 чорний ферзь · g4 біла тура · h4 чорна тура · h1 чорний слон | d8 біла тура · e8 чорна тура · f7 чорний пішак · g7 чорний слон · h7 білий ферзь · f6 білий слон · g6 чорний кінь · b5 чорний кінь · f5 білий пішак · g5 білий король · b4 чорний пішак · c4 чорний король · d4 чорний ферзь · g4 біла тура · h4 чорна тура · h1 чорний слон | d8 біла тура · e8 чорна тура · f7 чорний пішак · g7 чорний слон · h7 білий ферзь · f6 білий слон · g6 чорний кінь · b5 чорний кінь · f5 білий пішак · g5 білий король · b4 чорний пішак · c4 чорний король · d4 чорний ферзь · g4 біла тура · h4 чорна тура · h1 чорний слон | d8 біла тура · e8 чорна тура · f7 чорний пішак · g7 чорний слон · h7 білий ферзь · f6 білий слон · g6 чорний кінь · b5 чорний кінь · f5 білий пішак · g5 білий король · b4 чорний пішак · c4 чорний король · d4 чорний ферзь · g4 біла тура · h4 чорна тура · h1 чорний слон | d8 біла тура · e8 чорна тура · f7 чорний пішак · g7 чорний слон · h7 білий ферзь · f6 білий слон · g6 чорний кінь · b5 чорний кінь · f5 білий пішак · g5 білий король · b4 чорний пішак · c4 чорний король · d4 чорний ферзь · g4 біла тура · h4 чорна тура · h1 чорний слон | d8 біла тура · e8 чорна тура · f7 чорний пішак · g7 чорний слон · h7 білий ферзь · f6 білий слон · g6 чорний кінь · b5 чорний кінь · f5 білий пішак · g5 білий король · b4 чорний пішак · c4 чорний король · d4 чорний ферзь · g4 біла тура · h4 чорна тура · h1 чорний слон | 1 |
|   | a | b | c | d | e | f | g | h |   |

FEN: 3Rr3/5pbQ/5Bn1/1n3PK1/1pkq2Rr/8/8/7b
b) c4 → c3

a) 1.Qe4 Be7 2.Bc3 Qxf7#

b) 1.Qe5 Rg2 2.Rc4 Qh3#